# Williams Bay (McDonald Island)
Die Williams Bay ist eine windgeschützte Bucht im Südosten von McDonald Island im südlichen Indischen Ozean.
Namensgeber der Bucht ist der Biologe Richard Williams, der hier bei einer 1980 durchgeführten Kampagne der Australian National Antarctic Research Expeditions von Bord der MV Cape Pillar Fische und andere Meerestiere zu Studienzwecken fing.